# Pedro Pablo Castillo
Pedro Pablo Castillo (Barrio de Candelaria, San Salvador, 29 de julio de 1780-Jamaica, 14 de agosto de 1817) fue alcalde de segundo voto de la ciudad de San Salvador. Por su implicación en el segundo alzamiento en contra de las autoridades de la Corona española en el año 1814, es considerado un prócer de la Independencia de El Salvador.

## Biografía

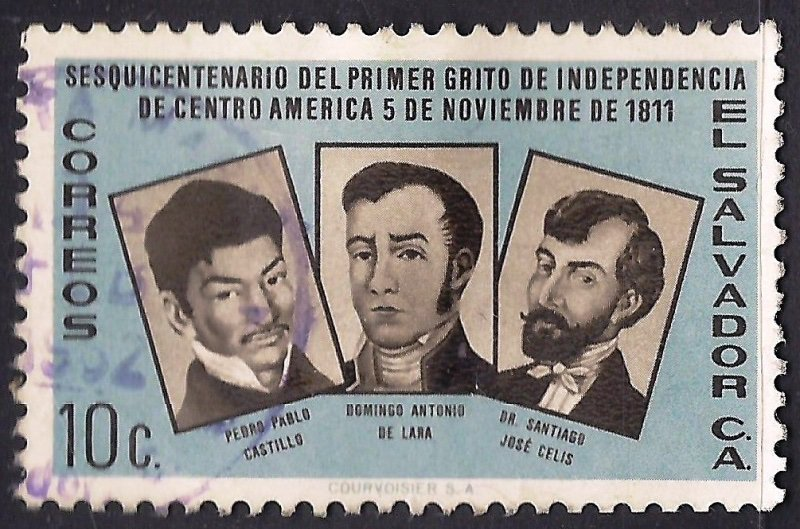
29 de julio de 1780. En el barrio de Candelaria de la ciudad e intendencia de San Salvador nace el mestizo independentista Pedro Pablo Castillo, dedicado al negocio de la cohetería y electo alcalde segundo de la urbe en enero de 1814. En 1817 fallece el independentista salvadoreño Pedro Pablo Castillo, cohetero de profesión y electo 2º. Alcalde de San Salvador en enero de 1814, cargo del que no pudo tomar posesión. La leyenda dice que murió en la isla de Jamaica, bajo el alias Juan Sánchez.

Las inquietudes independentistas en la ciudad de San Salvador, tras el alzamiento de 1811, no habían desaparecido. Desde septiembre de 1812, gobernaba la intendencia el doctor José María Peinado y ese mismo año había entrado en vigencia la Constitución de Cádiz, de corte liberal, documento que en América Central tuvo una vigencia “parcial” por la férrea oposición del capitán general José de Bustamante y Guerra.
Para el 25 de diciembre de 1813 se realizó en San Salvador la elección del ayuntamiento, suceso que enfrentó los intereses de chapetones y criollos independentistas, ya que el triunfo demostraría la superioridad de un bando sobre el otro. El evento dio como resultado el triunfo de los criollos, resultando elegido Juan Manuel Rodríguez como alcalde de primer voto, y junto a él se encontraba, como alcalde de segundo voto, don Pedro Pablo Castillo, un "criollo de armas tomar" según el historiador Carlos Meléndez Chaverri.
Las tensas relaciones entre las autoridades de la intendencia y los independentistas desembocaron en el segundo alzamiento de San Salvador. Una de las causantes principales del estallido fue el apresamiento de algunos de los Alcaldes de los barrios de la localidad en ese mismo mes de enero. Precisamente, en la noche del día 24, varios prisioneros fueron liberados; sin embargo, en vez de pacificar los ánimos, los vecinos de la ciudad lo consideraron  un triunfo de su causa. Castillo era uno de los principales involucrados, y de acuerdo a un testigo, arengó: “ya ven con qué facilidad han soltado los reos, ahora faltan armas y mañana se vera eso”.
También, junto al Alcalde Rodríguez, ordenó “tocar las campanas de la iglesia, llamando a somatén”. Asimismo, durante el alzamiento y de acuerdo a un informe de la época incitó a la multitud, a tal grado que: 

...no sólo repartía aguardiente el alcalde 2º constitucional Pablo Castillo, sino que les ofrecía vestirlos al día siguiente con los géneros de los almacenes y tiendas, y repartirles el dinero que se encontrase.

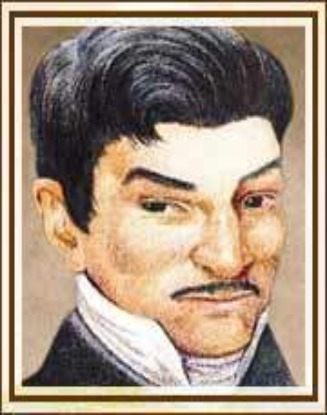
El mestizo independentista Pedro Pablo Castillo

Por otra parte, se dice que encabezó una turba de 150 rebeldes que ocuparon la parroquia de San Francisco y opusieron resistencia a las tropas realistas. Durante los hechos se afirma que mató en “duelo desigual” al militar Gregorio Zaldaña, aunque otra fuente señala que dicho lance había ocurrido en realidad tres años antes.
Sin embargo, la rebelión fue sometida y los alcaldes insurgentes fueron depuestos y sus lugares tomados por sujetos fieles a las autoridades españolas. A raíz de los acontecimientos muchos terminaron presos, aunque Castillo logró escapar y un bando fue publicado el día 25 reclamando su captura. Su requerimiento tenía el agravante que  había cometido desacato y sacrilegio, y había amenazado la vida de Peinado según se desprende de un informe del mismo intendente:

Castillo despachó ordenes circulares á toda la jurisdiccion, y aun fuera de ella para que no se obedeciesen mis (órdenes) ni las de mi Asesor, y se tapasen todos los caminos para que nadie escapase. Hecho esto se proclamó la muerte de todos los voluntarios y blancos, reservando mi persona Castillo para ser el verdugo de ella (…) los Ministros del Altar, los Templos, Dios mismos existente en ellos: nada ha sido respetado— El Alcalde Castillo para confirmar mi sentencia, pidió el vino que hubiese en (San Francisco) (…) para celebrar el Santo Sacrificio.  Los pobres (Padres) que intercedían por mí se lo dieron; y al acabarlo de tomar confirmó su sentencia, y entonces fue quando se asignó para verdugo de mi persona...

De acuerdo a una versión, Castillo se disfrazó con una sotana que presuntamente pertenecía al cura Nicolás Aguilar y Bustamante, cabalgó un caballo del religioso y se dirigió a Huizúcar, “donde poseía una pequeña heredad”, y “de ahí partió rumbo a la costa del Mar Caribe y después de burlar la persecución de la autoridad real llegó hasta la lejana isla de Jamaica, en donde murió víctima de la fiebre de libertad que conmovía a su provincia”.
En cuanto a su vida personal, Pedro Pablo Castillo ejerció el oficio de cohetero. El año 1805 contrajo matrimonio con  Francisca Alegría Aquino, y la pareja procreó a cuatro hijos. La familia residió por algún tiempo en Cojutepeque y también en el barrio de La Merced de San Salvador. Uno de sus descendientes fue León Castillo, quien peleó al lado de Francisco Morazán y en edad avanzada ingresó a la Orden de los Carmelitas. Gracias a su iniciativa fue construida la primera Iglesia de El Carmen en Santa Tecla.